# Ujete v medmrežju
Ujete v medmrežju (češko V síti) je češki dokumentarni film o spletnem osvajanju mladoletnih oseb (»cyber groomingu«). Premierno je bil prikazan 27. februarja 2020 v kinih in 10. marca 2021 na nacionalni televiziji. V manj kot dveh tednih po premieri si ga je v kinu ogledalo več kot 266 tisoč ljudi, s čimer je postal najuspešnejši češki dokumentarni film v zgodovini. Televizijska premiera je imela 1,24 milijona gledalcev, starejših od 15 let. Producenti filma so Vít Klusák, Filip Remunda, Hypermarket Film, Češka televizija, Peter Kerekes, Radio in televizija Slovaške ter Helium film.
Film prikazuje tri odrasle igralke, ki se predstavljajo kot dvanajstletna dekleta. Igralke so ustvarile lažne profile na družbenih omrežjih kot vabo za spolne plenilce, katerih namen je večinoma pripraviti žrtve do tega, da jim pošljejo gole fotografije. S plenilci, ki so stopili v stik z njimi, so se pogovarjale in dogovorile tudi za več srečanj v živo, ki so se odvila v prisotnosti skritih kamer, varnostnikov in drugih strokovnjakov. 

## Nastajanje
Za namen dokumentarnega filma so v studiu postavili tri otroške sobe, iz katerih je potekala komunikacija s plenilci. Od 2500 ljudi si je le eden želel zgolj prijateljsko dopisovati z dekletom, vsi ostali pa so se osredotočali na erotične fotografije in posnetke. Dve od treh igralk sta po snemanju potrebovali psihoterapijo. Osebna srečanja igralk s plenilci so potekala v kavarni v Pragi.
Snemanje dokumentarnega filma je potekalo pod nadzorstvom direktorice telefonske linije za klice v stiski, psihologinje, seksologinje, pravnika in kriminalista. Pri nastajanju je sodelovala tudi ekipa projekta E-varnost.

### Financiranje
Avtor projekta, režiser Vít Klusák, je sredstva za film zbral s kampanjo skupinskega financiranja; ob cilju 850 000 kron je uspel zbrati 3 012 923 kron (okoli 117 000 evrov). Pred premiero je zakrožila informacija, da naj bi ustvarjalci filma zavrnili prispevek Češkoslovaške skupnosti pedofilov, ker eden od soustvarjalcev filma ni hotel, da bi bila ta skupnost navedena v špici med donatorji.

## Izdaja
Napovednik je izšel maja 2019, film pa so dokončali jeseni istega leta. Posnetih je bilo skupno 390 ur materiala. V kinih so predvajali dve različici filma: običajni 100-minutni dokumentarni film s starostno omejitvijo 15 let, medtem ko so za gledalce od 12 let predvajali različico Ujete v medmrežju: Za šolo, dolgo 63 minut.
V manj kot dveh tednih po premieri si je film ogledalo več kot 266 tisoč ljudi, skrajšano različico pa 12 tisoč ljudi.
Vzporedno s filmom je izšla tudi knjiga Marike Pecháčkove Kdo chytá v síti, ki se navezuje na film. Knjiga se ukvarja z zlorabo otrok na spletu, med drugim s pogovori z žrtvami in s plenilci ter s pogledi strokovnjakov za področje.
9. julija 2020 je izšel film Ujete v medmrežju 18+, ki za razliko od izvirne različice vključuje tudi nazorne prizore.

## Odziv javnosti
Izid dokumentarnega filma je na Češkem sprožil široko polemiko o spletnem osvajanju in spolnih plenilcih. Tematiko so na spletnih, televizijskih in radijskih programih komentirali tako ustvarjalci filma kot strokovnjaki za to področje. Na osnovi filma je češka policija sprožila kazenski pregon številnih vpletenih. Nekatera podjetja so v odziv na film plačala izobraževalne oglaševalske kampanje.
Potem ko so avgusta 2020 ustvarjalci filma napovedali prodajo  z navedki izjav plenilcev, so poželi val neodobravanja od podpornikov, ki so to sprejeli kot neokusnost in dokaz komercialne narave projekta.

## Posledice
V desetih dneh, v katerih so se igralke na družbenih omrežjih izdajale za 12-letnice, so dosegle skupno 2458 ljudi (v veliki večini moških in okoli 30 žensk). Vseeno so kriminalisti sprožili postopek samo proti desetim, čeprav so po besedah režiserja Klusáka zahtevali posnetke za 42 oseb iz filma.
Vsi spolni plenilci razen enega so bili obsojeni ali osumljeni za poskus nedovoljenega stika z otrokom, za kar sta jim grozili do dve leti zaporne kazni. Prvi je bil decembra 2019 kaznovan Marek V., ki so ga obsodili na 10 mesecev pogojne kazni s preizkusno dobo treh let. 14 mesecev pogojne zaporne kazni je dobil Matouš K., ki se je pojavil tudi v dokumentarni seriji Černota. Moški z majico z logotipom Batmana se je po izidu filma sam prijavil policiji. Po sporazumu o priznanju krivde so mu dosodili eno leto pogojne zaporne kazni. Ena od preiskav moških iz filma je bila ustavljena, ena pa preložena.
Prvi obsojeni na nepogojno zaporno kazen je bil tedaj 48-letni spolni plenilec Martin K. z vzdevkom »Ústečan«, ki je stopil v stik z vsemi tremi igralkami in s katerim se je ekipa soočila ob koncu filma. Povratnika, ki je bil 16 let prej že obsojen zaradi spolne zlorabe štirinajstletnice, je prepoznala maskerka iz filmske ekipe kot organizatorja otroških taborov. Aprila 2021 je bil nepravnomočno obsojen na dve leti zapora. 24-letnemu Dominiku N., ki se je v filmu pojavil kot »Sneeky«, je sprva grozilo 12 let zapora zaradi spolnega pritiska nad otrokom, vzpostavljanje nedovoljenega stika in razširjanje pornografije. Novembra 2020 so ga po priznanju in sporazumu obsodili zgolj na triletno pogojno zaporno kazen s petletno preizkusno dobo in na obvezno zdravljenje. Partnerja Ivan H. in Markéta M., ki sta igralko prepričevala v skupinski seks, sta bila obsojena na zaporno kazen, katere prestajanje je bilo odloženo; Ivana H. so tudi izgnali nazaj na Slovaško.
V dokumentarnem filmu je pravnik, ki je bil prisoten med snemanjem, opozoril, da težava ni le v obstoju spolnih plenilcev, temveč tudi v neodgovornosti upraviteljev portalov za klepet in družbenih omrežij. ki ne moderirajo nevarnega vedenja uporabnikov. V luči polemik, ki jih je sprožil izid dokumentarnega filma, je ugasnila klepetalnica Lidé.cz, eno od spletnih mest, na katerem so ustvarjalci filma lovili spolne plenilce. Kot uradni razlog za prenehanje delovanja je upravitelj navedel nerentabilnost in nevzdržno naraščanje potrebe po administraciji profilov ter objavljene vsebine.
Igralka Anežka Pithartová je maja 2019 povedala, da je zaradi izkušnje s snemanja morala obiskovati psihoterapijo.

## Zasedba
- pobuda – Vít Klusák
- režija in scenarij – Vít Klusák, Barbora Chalupová
- kamera – Adam Kruliš
- zvok – Adam Bláha
- urednik – Vít Klusák
- strokovni svetovalec – Kamil Kopecký
- arhitekt – Jan Vlček
- izvršna producentka – Pavla Klimešová
- ustvarjalni producenti – Petr Kubica, Jiřina Budíková

### Igralke
- Anežka Pithartová – Týna (»Týnka«) Junová
- Tereza Těžká – Michaela (»Míša/Mishka«) Soukupová
- Sabina Dlouhá – Nikola (»Niky«) Komárková